# Ян Остроруг (підчаший коронний)
Ян Остроруг (13 січня 1565 — перед 1 квітня 1622, Комарно) — польський магнат, політичний діяч Речі Посполитої. Один з учителів короля Яна ІІ Казимира.

## Життєпис
Син лютеранів Станіслава — каштеляна мендзижецького та його дружини Зофії з Тенчинських (вдова з 1568 року, ревна прихильниця свого обряду). Старший брат белзького каштеляна Миколая Остроруга. Швагро Яна Кароля Ходкевича, з яким мав суперечки через спадок Мелецьких, від людей якого остерігався збройних нападів.
Разом із братом спочатку навчалися вдома — у Гродзиську-Велькопольському під керівництвом Пйотра Артоміуса (1573-1576 роки); потім — у Європі. Тут почав схилятися до зміни обряду. Через це мав конфлікти з матір'ю, яка в 1585 році «відправила його на свій хліб». Тимчасово осів у Стульному. Коротко перед травнем 1587 року перейшов на католицтво, визнання віри склав єзуїту Станіславові Варшевіцькому. Його сповідником був Петро Скарґа. Мав добрі стосунки з Яном Замойським, який хотів за нього видати овдовілу сестру Зофію. Наприкінці 1588 року став підчашим великим коронним.
1589 року: віддав католикам костел у Гродзиську-Велькопольському (1594 — нове заснування храму; після 1609 р. почав спорудження нового мурованого, яке закінчилось по його смерті за сприяння сина Миколая); відібрав костел від лютеранів, віддав католикам у Мендзихуді; 1591 року почав тут спорудження нового.
1591 року прийняв у себе втікача з Молдавії господаря Єремію Могилу. 1597 року продав Мендзихуд лютеранину Кшиштофові Унруґу. У жовтні 1607 року мав під Малновом перемовини з Яном Щенсним Гербуртом, який напав та ув'язнив перемиського каштеляна Станіслава Стадніцького. Після його звільнення відбув до Жовкви. 1610 року став познаньським воєводою.
За Каспером Несецьким, мав бути вихователем синів короля; це могло стосуватися молодших синів на межі 1620-х. Твердження було підтверджене джерелами. Писав багато листів. Його надвірним малярем був Гануш дю Фонне — емігрант з Ауґсбурга, мешканець Львова.
Змолоду був хворобливим, протегував медиків, його, зокрема, лікував відомий краківський лікар Еразм Сикст. Помер цілком паралізованим недовго перед 1 квітня 1622 року в Комарному. Був похований в монастирі бернардинців Сокаля.

### Займані уряди
Коронний чесник (1580), великий коронний підчаший (1588), каштелян (1600—1609) і воєвода познанський (1610—1621), маршалок Головного коронного трибуналу (1600), староста мальборкський (1605—1611), гарволінський (1606—1622) і кольський (1619—1622).

### Маєтності, фундації, господарська діяльність
Ян Остроруг одідичив по батьку Гродзиськ-Велькопольський, Мендзихуд з прилеглими селами в Познанському повіті та інші села у Великопольщі. По матері отримав Зелів, Лозину у Львівській землі, Стенятин — у Белзькому повіті, Стрешківці, Чолне — в Люблінському. Перша дружина Катажина з МЕлецьких привнесла як посаг Комарно. Від батька отримав королівщини: Стульно (Холмська земля), яке зразу розділив з братом, в 1606 році відступив своєму родичу Сендзівуєві Остроругу. В 1595 році отримав з дружиною «доживоттям» комплекс сіл у Коломийському і Галицькому повітах (зокрема, Хлібичин, Попільники, Прокмоше, Владичин, Новосілки), які раніше тримав М. Мелецький. Отримане в 1605 році Мальборкське староство 1611 року продав Міхалові Конарському. До смерті посідав Ґарволінське (отримав у 1606) і Кольське (1619) староства.
У 1599 році був ініціатором заснування латинського монастиря ордену бернардинців у Сокалі, записав для цього 5000 злотих. На будівництво колегіуму єзуїтів у Львові зробив запис за згодою першої дружини на її селах Бачів і Подусільна поблизу Перемишлян.
У своїх маєтках запровадив незвичні тоді в Галичині порядки, сам вів господарку. Заліснював площі замість звичного випалювання, садив дерева вздовж доріг, садиб. Закладав броварні, гуральні, стави, млини, пасіки, сади, хмілярні, іноді садив помаранчі, інжир, виноград. Почав сприяти охороні звірів в лісах, підгодовував в люті зими. У Комарні заклав звіринець. Піклувався про лебедів.

### Сім'я
Першим шлюбом був одружений з Катажиною Мелецькою, донькою подільського воєводи Миколая Мелецького. Зашлюбини відбулись проти волі її опікунів у 1592 році. (по його смерті вийшла заміж за Яна Фаренсбаха). Діти:
- Миколай — коронний підчаший
- Зофія — дружина мендзижецького старости Єжи Остороруга зі Львувка; осецького старости Пйотра Чарнковського.

Друга дружина — княжна Софія з Острога Заславська, донька князя Януша Заславського, шлюб бл. 1600 року. Діти:
- Станіслав — краківський канонік, помер у віці 16 років
- Ян — помер в молодому віці
- Казимир — ненадовго пережив батька, померши в молодому віці
- Анна — дружина коронного мечника Яна Яблоновського
- Ельжбета Констанція — дружина київського каштеляна Олександра Пісочинського.[8][9]
- Ельжбета Катажина (†13 травня 1674[10]) — дружина польного коронного писаря Анджея Сєраковського[11]